# Хоминский, Франциск Ксаверий
Франциск Ксаверий Хоминский (ок. 1740 — 9 июня 1809, Вильнюс) — государственный деятель Великого княжества Литовского и Российской империи, маршалок сейма (1784), барский конфедерат, генерал-майор литовских войск (1788), последний воевода мстиславский (1788—1795), минский губернский предводитель (1795—1797), поэт и переводчик.

## Биография
Представитель литовского дворянского рода Хоминских герба «Лис». Сын хорунжего ошмянского Гилария Хоминского (1690—1758) и Анны Копец (1700—1760). Братья — суффраган жмудский Михаил (1729—1803) и судья земский ошмянский Игнацы.
Поручик пятигорской хоругви, депутат Трибунала ВКЛ, клиент дома Радзивиллов. В 1764 году — полковник в конфедерации Чарторыйских. Во время Барской конфедерации (1768—1772) Франциск Ксаверий Хоминский был региментарием ошмянского повета и сторонником гетмана великого литовского Михаила Казимира Огинского. Последний отправлял его с дипломатическими миссиями в Австрию (1770), Франци, Германию и Италию, чтобы получить финансовую помощь для барских конфедератов. В 1771 году он участвовал в битве под Столовичами, где литовское войско было наголову разгромлено Суворовым. После поражения конфедерации он вместе с князем Огинским эмигрировал в Баварию, Францию и Италию (до 1775 года). В 1775 году Франциск Хоминский был секретарем Огинского и представлял его интересы. Вскоре после этого Франциск Хоминский примирился с королем Станиславом Августом Понятовским, стал членом королевской партии, взаимодействуя с Антонием Тизенгаузеном и Ежи Хрептовичем.
В качестве старосты пинского в 1776—1790 годах Франциск Ксаверий Хоминский был бригадиром Пинской бригады народной кавалерии (2-й Литовской). В 1784 году он принимал в Пинске короля Станислава Августа и князя Адама Казимира Чарторыйского.
Избирался послом (депутатом) на сеймы от Пинского повета в 1780, 1782 и 1784 годах (в 1784 году он был избран сеймовым маршалком). В 1782 году он был награжден Орденом Святого Станислава. В 1785 году стал кавалером Ордена Белого орла.
В 1786 году — маршалок Трибунала Великого княжества Литовского в Вильно. Вскоре после этого он получил чин генерал-майора в 1-й дивизии Великого княжества Литовского, а в 1788 году стал воеводой мстиславским. Эта должность была номинальной, так как территория бывшего Мстиславского воеводства по итогам Первого раздела Речи Посполитой уже входила в состав Российской империи. Член конфедерации Четырёхлетнего сейма. На этом сейме он выступал за усиление королевской власти и был сторонником конституции 3 мая. В 1792 году Франциск Ксаверий Хоминский был включен российским послом Яковом Булгаковым в список польско-литовских депутатов и сенаторов, на которых российские власти могут рассчитывать во время реконфедерации и ликвидации новой польской конституции 3 мая 1791 года. В 1793—1807 годах — маршалок Гродненской губернии.
После разделов Польши Франциск Хоминский продолжил политическую карьеру в Российской империи. В 1795 году на дворянских выборах в Минске он был избран первым губернским маршалком (предводителем дворянства) Минской губернии (1795—1797). В 1796 году он получил чин тайного советника. В 1797 году он был заподозрен в заговоре и заключен по царскому указу в тюрьму.
Во время наполеоновских войн Франциск Ксаверий Хоминский был сторонником политики князя Адама Ежи Чарторыйского, выступавшего за соглашение с Россией.
Скончался 9 июня 1809 года в Вильнюсе.
Франциск Ксаверий Хоминский был женат на Софии Тизенгауз, дочери Казимира Тезенгуаза и Барбары Юдицкой. Благодаря браку получил во владение город Поставы, который избрал своей резиденцией. Их брак был бездетным.

## Литературная деятельность
Автор классицистической стихов, публицистического «Ответа» (1792). Есть мнение, что Хоминский написал за Михаила Казимира Огинского большинство просветительских поэтических произведений, опубликованных под псевдонимом Слонимский гражданин в сборниках «Исторические и моральные повести» (1782) и «Байки и не байки» (1788 год). Перевел на польский язык произведения Горация, Жана Расина, Жака Делиля, Пьера Корнеля.